# Alchemilla standleyi
Alchemilla standleyi é uma espécie de rosácea do gênero Alchemilla, pertencente à família Rosaceae.